# 美山町立北山北小学校
美山町立北山北小学校（みやまちょうりつ きたやまきたしょうがっこう）は、かつて岐阜県山県郡美山町（現・山県市）に存在した公立小学校。

## 概要
- 円原（武儀川支流の円原川上流にある集落）が校区であり、旧・山県郡北山村の小学校であった。
- 過疎化のため廃校。現在は山県市立いわ桜小学校校区である。

## 沿革
- 1873年（明治6年） - 今島村に習貫堂支校圓習舎が開校する。
- 1875年（明治8年） - 円原村と今島村が合併し、円原村が発足。
- 1877年（明治10年） - 圓習学校に改称する。
- 1886年（明治19年） - 円原尋常小学校に改称する。
- 1889年（明治22年） - 校区の一部（字白岩の一部）を神埼尋常小学校へ委託する。
- 1897年（明治30年） - 
  - 片原村、神埼村、円原村が合併し、北山村が発足。
  - 北山北尋常小学校に改称する。
- 1930年（昭和5年）4月 - 児童数減少により、複式学級を開始。
- 1941年（昭和16年）4月1日 - 北山北国民学校に改称する。
- 1947年（昭和22年）4月1日 - 北山村立北山北小学校に改称する。
- 1953年（昭和28年）4月 - 児童数減少により、複々式学級となる。その後1954年から1956年は複式学級に戻るが、1957年以降は複々式学級となる。
- 1955年（昭和30年）4月1日 - 山県郡富波村、谷合村、葛原村、北武芸村、西武芸村、北山村、および武儀郡乾村と合併し美山村が発足。同時に美山村立北山北小学校に改称する。
- 1964年（昭和39年）4月1日 - 町制施行し美山町となる。同時に美山町立北山北小学校に改称する。
- 1971年（昭和46年）4月 - 休校。
- 1980年（昭和55年）3月 - 北山小学校に統合され、廃校。